# Monaco i olympiska vinterspelen 2002
Monaco deltog i olympiska vinterspelen 2002. Monacos trupp bestod av 5 idrottare, alla var män. Den äldsta idrottaren i Monacos trupp var Albert Grimaldi (43 år, 346 dagar) och den yngsta var Patrice Servelle (27 år, 212 dagar).

## Trupp
| Namn                 | Sport (Antal grenar) | Ålder |
| -------------------- | -------------------- | ----- |
| Albert Grimaldi      | Bob (1)              | 43    |
| Charles Oula         | Bob (1)              | 29    |
| Sébastien Gattuso    | Bob (2)              | 30    |
| Patrice Servelle     | Bob (2)              | 27    |
| Jean-François Calmes | Bob (1)              | 31    |

## Resultat

### Bob
- Två-manna
  - Sébastien Gattuso och Patrice Servelle - 22
- Fyra-manna
  - Albert Grimaldi, Charles Oula, Sébastien Gattuso, Patrice Servelle och Jean-François Calmes - 28